# Фабиянский, Эразм

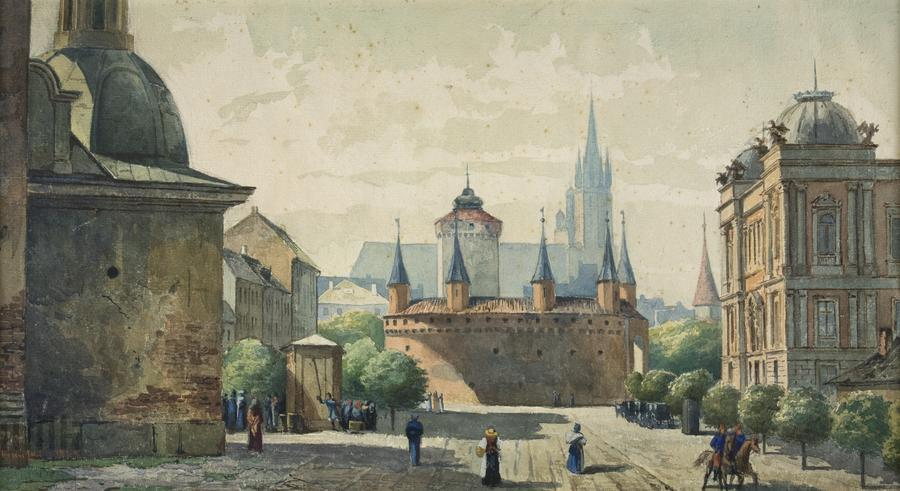
Вид с площади Матейко в Кракове

Эразм Рудольф Фабиянский (1826, Житомир — 17 июля 1892, Краков) — польский художник, иллюстратор, график, сценограф, театральный деятель украинского происхождения.

## Биография
Выпускник Академии художеств в Санкт-Петербурге. Во время учёбы в Петербурге проиллюстрировал знаменитый анатомический атлас Н. И. Пирогова.
В 1845—1852 изучал медицину в Киевском университете. Впоследствии служил директором театров в Житомире и Киеве (1852—1860). Автор декораций для премьерного показа спектакля «Галка» Станислава Монюшко.
В 1857 в издании «Галереи киевских древностей» были помещены несколько его литографий Десятинной церкви в Киеве.
В 1861 году за патриотическую деятельность был посажен в тюрьму. После освобождения переехал в Варшаву, где сотрудничал с «Курьером Варшавским», помещал иллюстрации в «Kłosy» и «Tygodnik Ilustrowany».
Участник январского восстания в Польше в 1863 году. После его подавления жил в изгнании в Вене, затем — вступил во Французский Иностранный легион, воевал в его рядах во время франко-прусской войны (1870—1871).
После 1871 вернулся в Польшу, жил во Львове. В 1876 Э. Фабиянский исполнил первую настенную роспись львовского собора св. Юра.
В 1880 поселился в Кракове, где занимался росписью храмов и театров.
Был широко известен как мастер городских пейзажей (альбомы акварельных видов Кжешовиц, Тенчина, Кракова).